# Corporación de Turismo y Catering de Ferrocarriles de la India
La Corporación de Turismo y Catering de Ferrocarriles de la India es una empresa pública india que ofrece servicios de venta de billetes, catering y turismo para los Indian Railways . Fue establecida en 1999 por el Gobierno de la India y opera bajo el control administrativo del Ministerio de Ferrocarriles . En 2019, cotizó en la Bolsa Nacional de Valores y en la Bolsa de Valores de Bombay, con el Gobierno ostentando el 62,4% del capital. A diciembre de 2023, hay 66 millones de usuarios registrados en IRCTC con un promedio diario de 7,31 lakh tickets reservados.

## Historia
La Corporación de Turismo y Catering de los Ferrocarriles de la India (IRCTC) se estableció el 27 de septiembre de 1999 como una empresa pública estatal dependiente de Indian Railways. En mayo de 2008 fue clasificada como Miniratna, lo que le permitió un cierto grado de autonomía financiera.  En 2018, el entonces ministro de Ferrocarriles, Piyush Goyal, declaró que el gobierno estaba explorando oportunidades para la desinversión de IRCTC. 
La empresa comenzó a cotizar en la Bolsa Nacional de Valores en 2019, tras lo cual la participación del Gobierno se redujo al 87%, con el resto de acciones en capital flotante.  En diciembre de 2020, el Gobierno se deshizo de otro 20%, reduciendo su participación al 67%.  En diciembre de 2022, el gobierno desinvirtió un 5%, con lo que se quedó con el 62,4% del capital. 